# Australopithecus anamensis
Australopithecus anamensis è una specie estinta di ominide del genere Australopithecus, vissuta in Africa tra 4,5 e 3,5 milioni di anni fa.
È considerata una delle prime specie di Australopithecus apparse e mostra caratteristiche in qualche modo riconducibili a quelle umane: in particolare sia la forma dei denti che delle ossa è un indizio dell'attitudine a camminare eretto.
La specie è stata identificata nel 1995, quando il gruppo della paleoantropologa Meave Leakey notò differenze con l'Australopithecus afarensis tali da configurare una nuova specie. Il nome "anamensis" deriva da "anam", che in lingua Turkana significa lago.

## Ritrovamenti
I primi resti di questa specie vennero scoperti da Bryan Patterson nel 1965 a Kanapoi in Kenya, dove venne ritrovata la parte inferiore dell'omero sinistro di un braccio, repertorio KNM-KP 271. L'età è stata attribuita in quanto i fossili sono stati trovati tra due strati di cenere vulcanica del Pliocene datati a 4,17 e 4,12 milioni di anni.
Nel 1994 due paleoantropologi dell'équipe di Meave Leakey scoprirono nella stessa zona altri resti. Peter Nzube rinvenne una mascella inferiore con tutti i denti, repertorio KNM-KP 29281, datata a 4,1 milioni di anni di anni fa. Kamoya Kimeu scoprì una tibia (class. KP 29285, 4,1 milioni di anni), mancante del terzo centrale dell'osso. Quest'ultimo ritrovamento costituirebbe la prova più importante della capacità di questa specie di essere bipede.
Nel 2006 è stato ufficialmente annunciato il ritrovamento di un nuovo Australopithecus anamensis nel nord-est dell'Etiopia. Questi nuovi fossili comprendono il più grande canino di ominide finora recuperato e il primo femore di Australopithecus.. I ritrovamenti sono avvenuti nella zona dell'Auasc dove si sono rinvenuti molti altri fossili più recenti di Australopithecus (a una decina di chilometri dal sito del ritrovamento dell'Ardipithecus ramidus, datato solo 200.000 anni prima dell'A. anamensis), aggiungendo un altro anello alla catena dell'evoluzione degli ominidi.